# Ivory Night
Ivory Night est un groupe allemand de power metal, originaire de Kaiserslautern, actif entre 1996 et 2015.

## Histoire
Ivory Night est formé en octobre 1997, sur les traces d'un groupe d'élèves appelé Bad Mean Tone (B/M/T). Patrick Fuchs est le seul membre fondateur restant du groupe. Le nom du groupe est censé combiner la clarté de l'ivoire et l'obscurité de la nuit, expliquant ainsi le spectre de leur musique : des mélodies pop au thrash metal.
Après quatre inédits et une démo officielle, Ivory Night sort son premier album vinyle - Dawn of the Night en décembre 2004, disponible en auto-distribution,,. La première tournée du groupe a lieu en mars 2007 et comprenait des concerts au Pérou et en Équateur.
À la fin de l'année 2005, Ivory Night assure le backing band de Josh Kramer, le chanteur du groupe américain de white metal Saint, lors de sa tournée allemande. Dès avril 2006, Patrick Fuchs et Carsten Kettering jouent dans le groupe RTB, la nouvelle formation de Ross the Boss, l'ancien guitariste de Manowar.
Le 29 juin 2007, le deuxième album Machine sort,,. Le distributeur officiel du CD est Dr. Music Distribution (Dortmund). Le maxi-single officiel Go Braves sort sur même label le 3 octobre 2008 (hymne officiel de l'équipe de basket-ball Pro A Kaiserslautern Braves (rebaptisée Teckpro Braves) de Kaiserslautern/Homburg).
En 2008, le premier fan-club officiel d'Ivory Night, INT-INFANTRY, est créé sous la direction de Sarah Gaus et Michael « The Lord of Metal » Reis (également responsable du fan-club Majesty). Le fan-club offre à ses membres de nombreuses offres spéciales autour d'Ivory Night, par exemple des enregistrements inédits, des bootlegs et d'autres avantages. La transformation du fan-club en une Streetforce officielle a lieu mi-2008. La direction est reprise par Marjo Verdooren (Metal Revelation). Entre-temps, il existe des Streetforces aux États-Unis, en Slovénie, en Roumanie et dans de nombreuses villes allemandes.
En mai 2010, le groupe présente son nouveau guitariste Benedikt Zimniak (également membre de Mekong Delta). Depuis, Patrick Fuchs est exclusivement le chanteur du groupe. En novembre 2010, deux semaines avant la sortie du nouvel album The Healing sur Aaarrg-Records, Carsten Kettering quitte Ivory Night à la surprise générale. Dans le communiqué officiel du groupe, il est dit que pour des raisons personnelles, une collaboration n'est plus possible pour les deux parties.
Le groupe  se sépare en 2015.

## Discographie
- 1997 : quod erat demonstrandum I (démo)
- 1997 : quod erat demonstrandum II (démo)
- 1998 : Demo ’98 (démo)
- 1998 : quod erat demonstrandum III (démo)
- 2000 : Into the Night (démo)
- 2003 : Limited Edition (EP)
- 2004 : 7 – Dawn of the Night
- 2007 : Machine
- 2008 : Go Braves (EP)
- 2010 : The Healing